# Perdita albofasciata
Perdita albofasciata är en biart som beskrevs av Timberlake 1968. Perdita albofasciata ingår i släktet Perdita och familjen grävbin. Inga underarter finns listade i Catalogue of Life.